# Sherif Ekramy
Sherif Ekramy (Cairo, 1 de julho de 1983) é um futebolista egípicio que joga atualmente pelo Pyramids.

## Carreira
Ekramy se tornou jogador profissional jogando pelo Al-Ahly, de seu país natal, e chegou ao Feyenoord em 2005. Fez sua estréia na Eredivisie em 11 de fevereiro de 2007, em jogo contra o FC Twente.
Ekramy representou o elenco da Seleção Egípcia de Futebol no Campeonato Africano das Nações de 2017.

## Títulos
Pyramids
- Copa do Egito: 2023–24
- Liga dos Campeões da CAF: 2024–25[2]

Al-Ahly
- Campeonato Egípcio: 2009–10, 2010–11, 2013–14, 2015–16, 2016–17, 2017–18, 2018–19, 2019–20
- Copa do Egito: 2016–17, 2019–20
- Supercopa do Egito: 2010, 2014, 2015, 2017, 2018
- Liga dos Campeões da CAF: 2012, 2013
- Copa das Confederações da CAF: 2014
- Supercopa da CAF: 2013, 2014

Feyenoord
- Copa dos Países Baixos: 2007–08